# Bócsa
Bócsa is een plaats (község) en gemeente in het Hongaarse comitaat Bács-Kiskun. Bócsa telt 1862 inwoners (2005).